# Мейта, Карел (младший)
Карел Мейта (чеш. Karel Mejta; род. 2 июля 1951[…], Тршебонь) — чехословацкий гребец, выступавший за сборную Чехословакии по академической гребле в 1973—1981 годах. Обладатель серебряной и бронзовой медалей чемпионатов мира, победитель и призёр первенств национального значения, участник двух летних Олимпийских игр.

## Биография
Карел Мейта родился 2 июля 1951 года в городе Тршебонь, Чехословакия. Сын известного чехословацкого гребца Карела Мейты старшего, чемпиона Олимпийских игр 1952 года в Хельсинки.
Впервые заявил о себе в академической гребле на международном уровне в сезоне 1973 года, когда вошёл в состав чехословацкой национальной сборной и в распашных безрульных четвёрках выступил на чемпионате Европы в Москве — сумел квалифицироваться лишь в утешительный финал В и расположился в итоговом протоколе соревнований на 11-й строке.
В 1975 году в восьмёрках стал четвёртым на чемпионате мира в Ноттингеме.
Благодаря череде удачных выступлений удостоился права защищать честь страны на летних Олимпийских играх 1976 года в Монреале. В составе экипажа-восьмёрки, куда также вошли гребцы Павел Конвичка, Йозеф Пламинек, Йозеф Покорный, Вацлав Млс, Йозеф Нештицкий, Любомир Заплетал, Мирослав Враштил и рулевой Иржи Птак, неудачно выступил на предварительном квалификационном этапе, но через дополнительный отборочный заезд всё же попал в главный финал А, где в конечном счёте финишировал шестым.
В 1977 году побывал на чемпионате мира в Амстердаме, откуда привёз награду бронзового достоинства, выигранную распашных двойках с рулевым.
В 1978 году на чемпионате мира в Карапиро стал серебряным призёром в той же дисциплине, уступив в финале только экипажу из Восточной Германии.
В 1979 году в восьмёрках был седьмым на чемпионате мира в Дуйсбурге.
Находясь в числе лидеров гребной команды Чехословакии, благополучно прошёл отбор на Олимпийские игры 1980 года в Москве. На сей раз в решающем финальном заезде восьмёрок финишировал четвёртым, уступив чуть более секунды в борьбе за бронзу команде из Советского Союза. При этом его партнёрами были гребцы Павел Певный, Любомир Янко, Цтирад Юнгман, Карел Неффе, Душан Вичик, Милан Долечек, Милан Киселый и рулевой Иржи Птак.
После московской Олимпиады Мейта ещё в течение некоторого времени оставался действующим спортсменом и продолжал принимать участие в крупнейших международных регатах. Так, в 1981 году он отметился выступлением на чемпионате мира в Мюнхене, где в зачёте восьмёрок стал шестым.